# Mas de la Vila (les Cases de la Serra)
Mas de la Vila és una masia de les Cases de la Serra, al municipi de Torrefeta i Florejacs (Segarra), inclosa a l'Inventari del Patrimoni Arquitectònic de Catalunya.

## Descripció
Edifici de quatre façanes i quatre plantes. Té diversos edificis annexos. Edifici és construït amb pedra i fusta. Disposició de petits carreus horitzontals.
La façana principal(sud-est) es troba tancada per murs i edificis annexos. Té una gran entrada amb arc adovellat de mig punt. A la planta següent hi ha tres finestres amb llinda de pedra, la del centre amb motllura. A la darrera planta hi ha dues finestres i al centre una tribuna. A la façana sud-oest, a la planta baixa, hi ha una espitllera. A la planta següent, a la dreta, hi ha un balcó, l'entrada al balcó té llinda de pedra amb motllura. A l'esquerra hi ha una finestra amb llinda de pedra i ampit. A la planta següent hi ha una finestra a l'esquerra. A la darrera planta hi ha dues finestres, la de la dreta amb llinda de pedra i ampit. A la façana nord-oest, hi ha una entrada amb llinda de pedra. A la seva dreta hi ha dues espitlleres. A la planta següent, a l'esquerra, hi ha un petit balcó interior. A la seva dreta hi ha una finestra amb llinda de pedra, més a la dreta hi ha una finestra on a la llinda de pedra hi ha la data de 1623 i un creu. A la planta següent hi ha tres finestres, a la darrera dues. A la façana nord-est, hi ha un edifici adjunt que cobreix part de la façana. Hi ha diverses finestres a la resta de la façana.
La coberta és de dos vessants (nord-oest, sud-est) acabats amb teules.

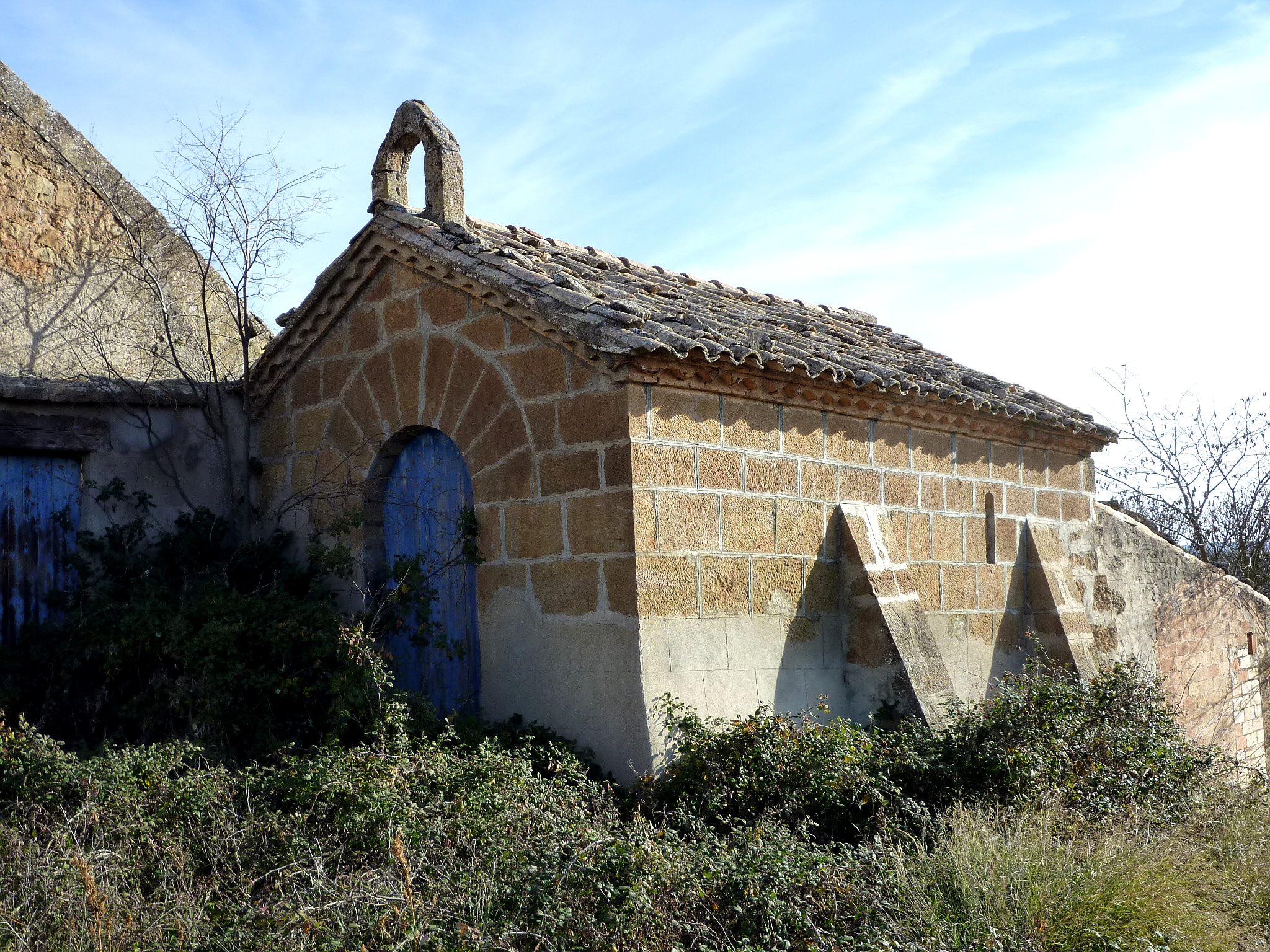
Capella de Sant Antoni

Adjunt a la façana nord-est, hi ha un edifici de tres plantes i tres façanes. A la façana principal, hi ha una entrada. A la planta següent, hi ha dues finestres i a la darrera una altra. A la façana esquerra, hi ha una obertura a la segona planta. La coberta és d'un vessant acabat amb teules. A prop de la façana sud-oest, hi ha una petita capella amb una gran entrada d'arc de mig punt adovellat, on a la dovella central hi ha la data de 1687. Té un petit campanar de cadireta. Davant de la façana principal hi ha un mur que dona a un petit pati tancant on hi ha diversos edificis annexos que tenien funció ramadera.
Els camps de conreu caracteritzen l'entorn més immediat.